# Большой Чирок
Большой Чирок (каз. Большой Чирок) — озеро в Мамлютском районе Северо-Казахстанской области Казахстана. Находится в 1,5 км к северу от села Михайловка.
По данным топографической съёмки 1940-х годов, площадь поверхности озера составляет 1,54 км². Наибольшая длина озера — 1,9 км, наибольшая ширина — 1 км. Длина береговой линии составляет 5 км, развитие береговой линии — 1,13. Озеро расположено на высоте 133 м над уровнем моря.
Озеро входит в перечень рыбохозяйственных водоёмов местного значения, имеется озёрно-товарное рыбоводное хозяйство.